# Ceriosperma macrocarpum
Ceriosperma macrocarpum là một loài thực vật có hoa trong họ Cải. Loài này được (Boiss.) Greuter & Burdet mô tả khoa học đầu tiên năm 1983.